# Foi por Conveniência
"Foi por Conveniência" é uma canção da cantora e compositora Marília Mendonça. Foi lançada em janeiro de 2021 como o segundo single do EP Nosso Amor Envelheceu.

## Composição
A letra de "Foi por Conveniência" aborda um relacionamento morno baseado no conforto e na conveniência entre um casal. Foi escrita pela própria cantora.

## Gravação
A canção foi gravada em 17 de outubro de 2020, em Goiânia, durante a live Vem Aí, em que foram gravadas todas as canções de Nosso Amor Envelheceu (2021). A música contou com produção musical de Eduardo Pepato e direção de vídeo de Fernando Trevisan (Catatau).

## Projeto gráfico
A capa de "Foi por Conveniência" é uma ilustração baseada na pintura Nighthawks, de Edward Hopper.

## Lançamento e recepção
"Foi por Conveniência" foi lançada em 15 de janeiro de 2021 como o segundo single do EP Nosso Amor Envelheceu, com música e videoclipes disponibilizados na mesma data. Mauro Ferreira, para o G1, não recebeu a música de forma positiva, afirmando que "soa sem cacife para se eternizar na memória do público sertanejo com a força de outras músicas do repertório sofrido da cantora".